# Hermann (Adelsgeschlecht)

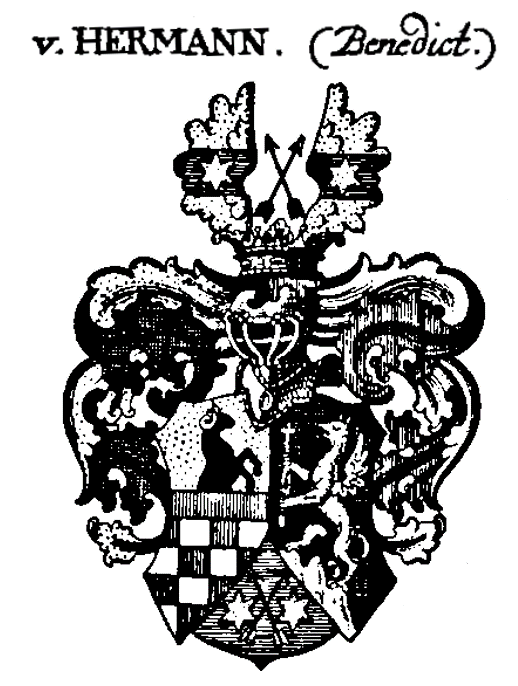
Wappen derer von Hermann (1750) in Siebmachers Wappenbuch

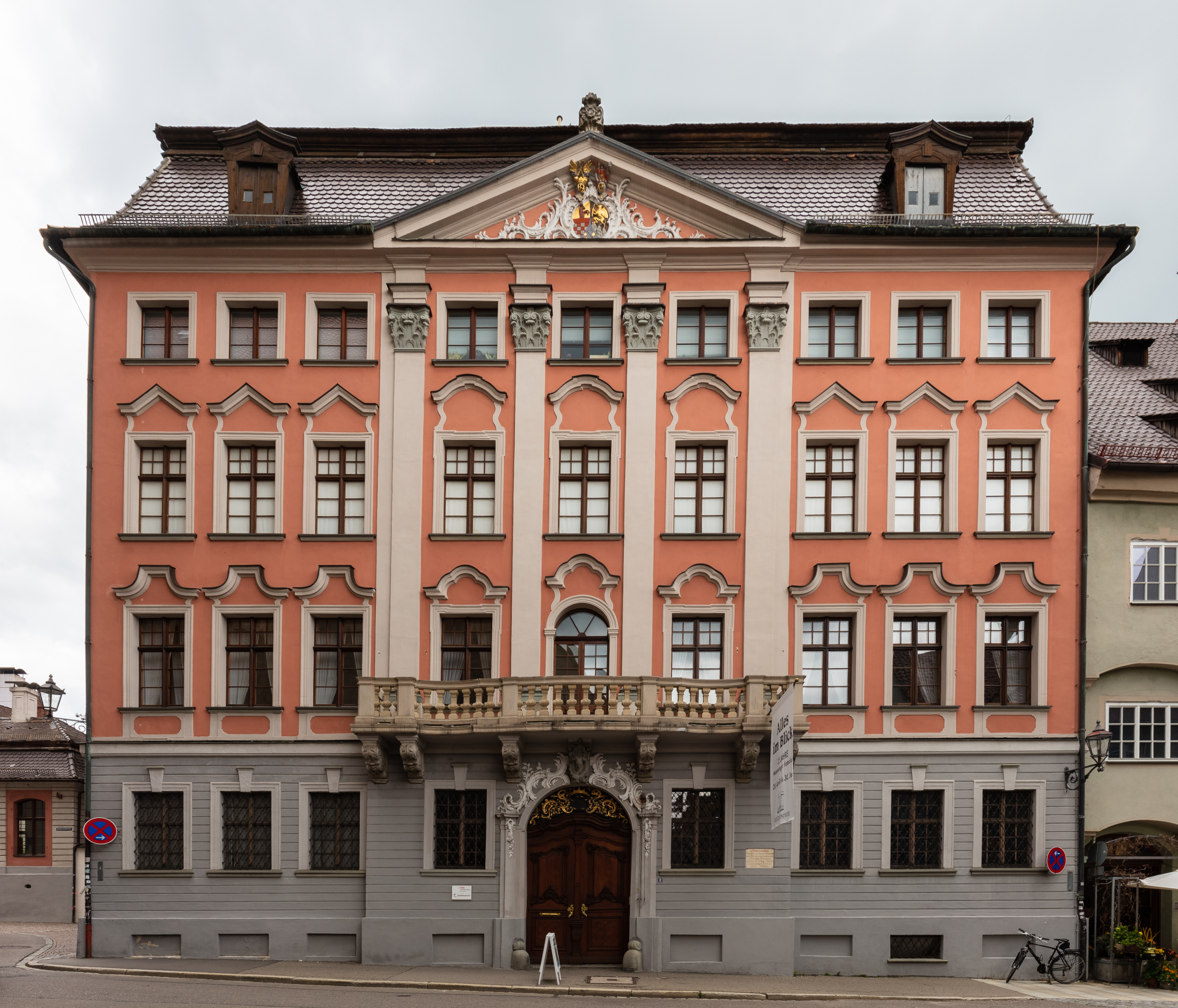
Hermansbau in Memmingen (von 1766)

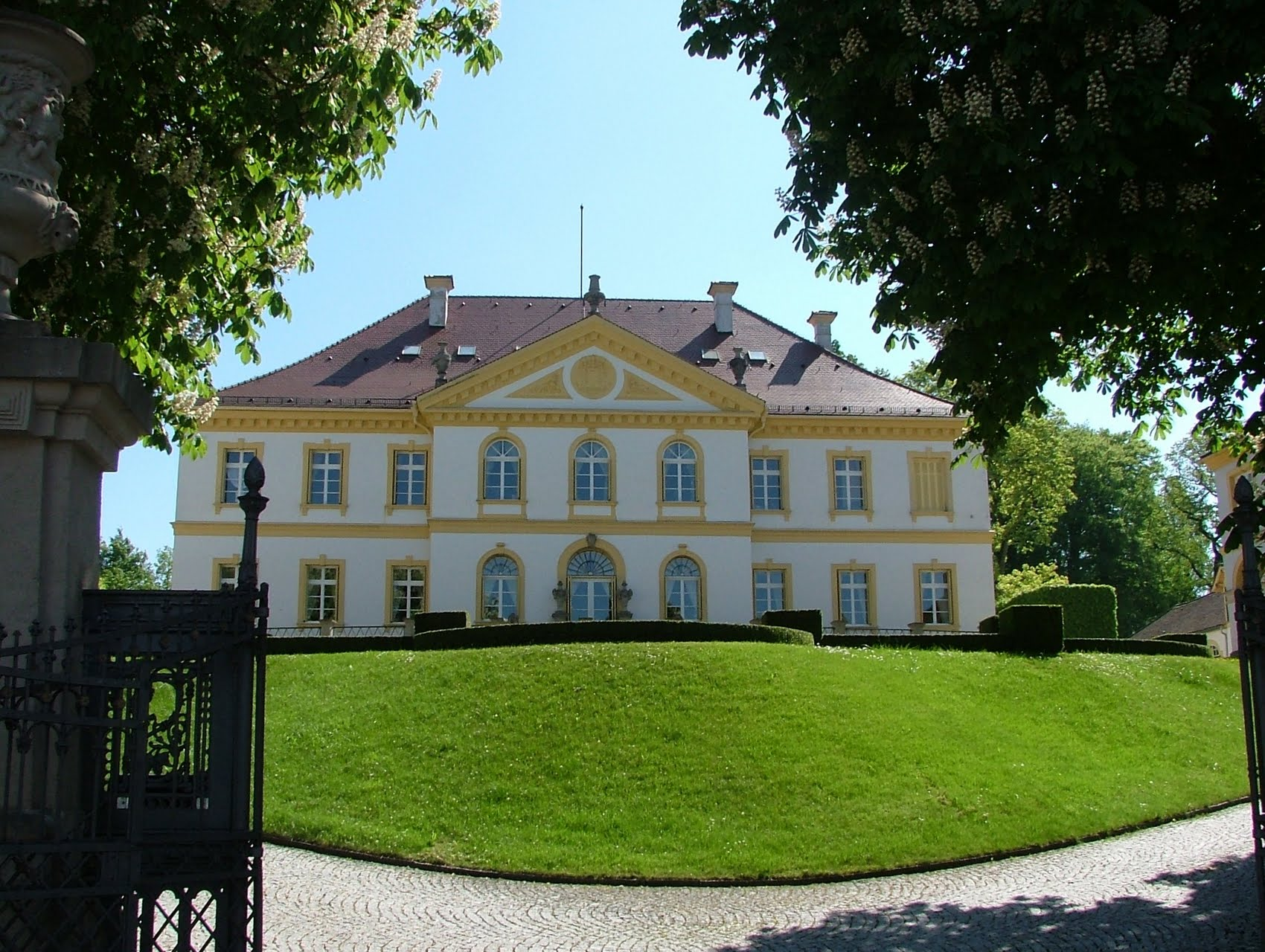
Schloss Wain (1780)

Hermann (auch Herman, Herrmann, Herman von/auf Wain o. ä.) ist der Name eines deutschen Patrizier- und Adelsgeschlechts, das 1750 und 1768 in den Reichsadelstand und 1774 und 1783 in den Reichsfreiherrnstand erhoben wurde. Zweige der Familie bestehen, bis heute, vor allem in Deutschland und  Österreich.

## Geschichte
Die Familie Hermann ist evangelisch und stammt aus der ehemaligen Reichsstadt Kaufbeuren. Sie ist ein Zweig der Familie Hörmann (von und zu Gutenberg), die am 12. Juli 1528 in den Reichsadelsstand erhoben wurde und ihre Ursprünge bis ins Jahr 1334 zurückverfolgen kann. Ein Wappenbrief mit Lehnartikel wurde am 14. Oktober 1595 in Esslingen durch den Hofpfalzgrafen Samson Herzog für Tobias Herman ausgestellt.
Die Familie erhielt am 13. April 1768 in Wien den Reichsadelsstand, welcher bereits am 4. Juni 1750 Benedikt Herman und seinem Vetter verliehen wurde. Dieser Adelstitel wurde auf die Brüder Phillipp Adolf und Johann Theobald Herman, deren Schwester Anna Veronika, verheiratet mit einem von Lupin, sowie ihren Vetter Johann Herman in Memmingen ausgeweitet. Benedikt Herman wurde am 24. Oktober 1774 in Wien zum Reichsfreiherrn erhoben, und am 16. Januar 1780 wurde diese Ehre auch seinem eventuellen Fideikommissnachfolger zuteil.
Am 24. April 1783 wurde der Reichsfreiherrenstand mit dem Titel „Wohlgeboren“ und einer Wappenänderung zur Unterscheidung der beiden Linien ausgeweitet. Diese Ehre wurde Phillipp Adolf von Herman, Herrschaftsbesitzer in Memmingen und älterer Bruder von Johann Theobald von Hermann, verliehen.
Die Familie Hermann wurde am 16. November 1809 im Königreich Bayern in der Freiherrenklasse immatrikuliert.
Am 15. Oktober 1918 erfolgte eine württembergische Namenvereinigung zu „Herman(n)-Wain“.

## Persönlichkeiten
- Benedict von Herman (1689–1782), Fernhandelskaufmann und erster Millionär in Schwaben

## Wappen
- Blasonierung des Wappens von 1750: Durch eine eingebogene blaue Spitze, darin zwei beiderseits von einem goldenen Stern begleitete geschrägte, silbern-befiederte goldene Pfeile, gespalten; rechts durch einen schmalen roten Balken geteilt, oben in Gold ein einwärts-wachsender schwarzer Widder, unten von Rot und Silber geschacht, links in Schwarz auf silbernem Dreiberg ein goldener Greif, mit goldenem Zepter in den Klauen. Auf dem gekrönten Helm mit rechts schwarz-goldenen und links rot-silbernen Helmdecken ein offener goldener Flug, die Flügel bezeichnet mit einem blauen Balken belegt mit einem goldenen Stern, dazwischen die gekreuzten Pfeile.
- Blasonierung des Wappens von 1768: Schild wie 1750. Zwei Helme: I. Helmzier wie 1750 mit schwarz-goldenen Decken. II. rot-silbern bewulstet mit rot-silbernen Decken, darauf ein wachsender rot bekleideter Mann mit einer Pike in der Rechten, die Linke eingestemmt, zwischen rot-silbern übereck geteilten Büffelhörnern.
- Blasonierung des Freiherrenwappens von 1774: Schild wie 1750. Freiherrnkrone und 3 gekrönte Helme; auf dem rechten mit schwarz-goldenen Decken und auf dem linken mit blau-goldenen Decken je ein goldener Flügel, jeder belegt mit einem Balken (rechts schwarz, links blau), darin ein goldener Stern, auf dem mittleren mit rot-silbernen Decken ein wachsender Geharnischter mit roten Federn auf dem Helme und einer Pike in der Rechten. Schildhalter: 2 goldene Löwen.
- Blasonierung des Freiherrenwappens von 1783: Schild wie 1750. Freiherrenkrone und 3 gekrönte Helme; auf dem rechten mit schwarz-goldenen Decken ein wachsender goldbewehrter Widder, auf dem mittleren mit rot-silbernen Decken ein wachsender Geharnischter mit roten Federn auf dem Helme und den gekreuzten Pfeilen in der Rechten, auf dem linken mit schwarz-goldenen Decken der goldene Greif mit Zepter wachsend. Schildhalter: 2 silberne Hirsche.

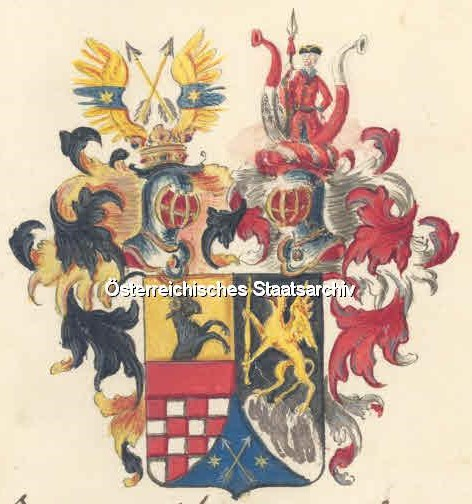
Wappen derer von Hermann (1768)
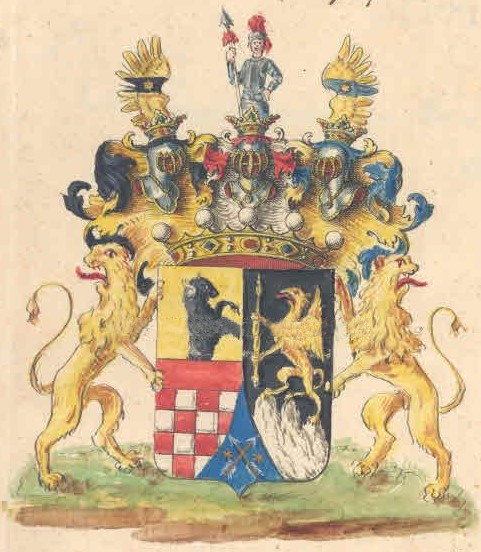
Wappen derer von Hermann (1774) (von/auf Wain)
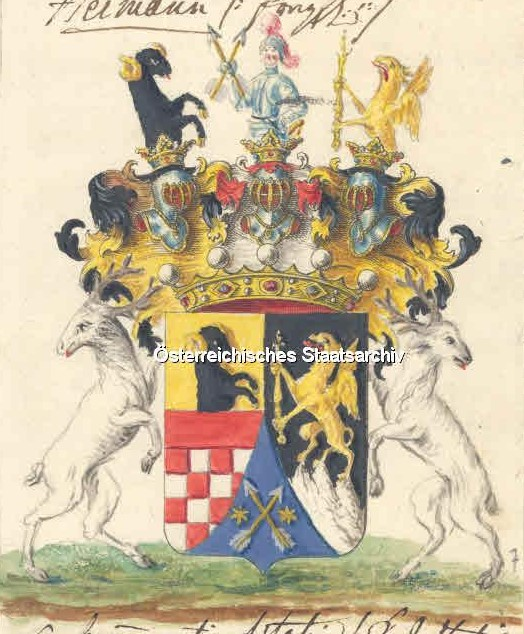
Wappen derer von Hermann (1783) (von Bellenberg)
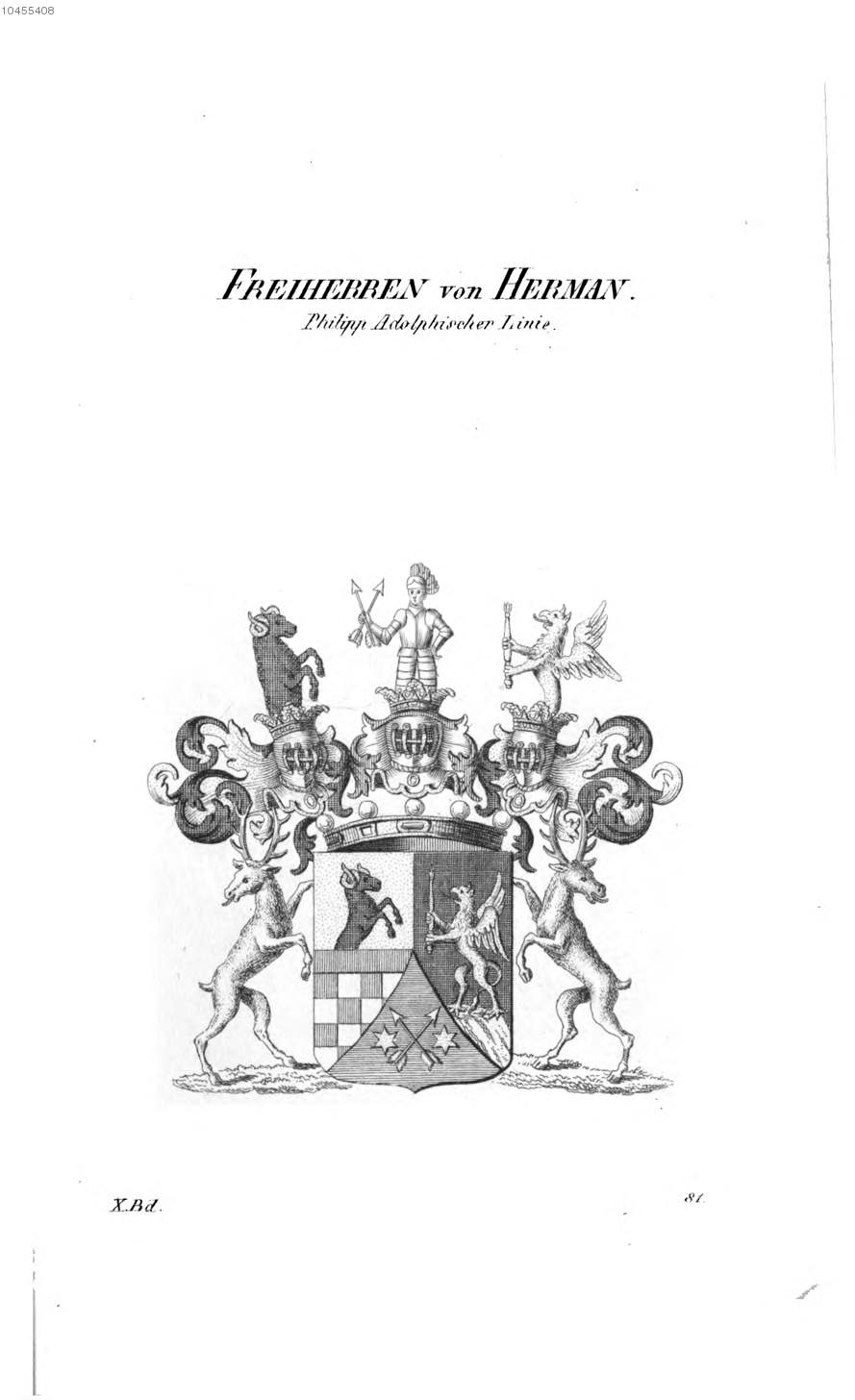
Wappen derer von Herman (1783)
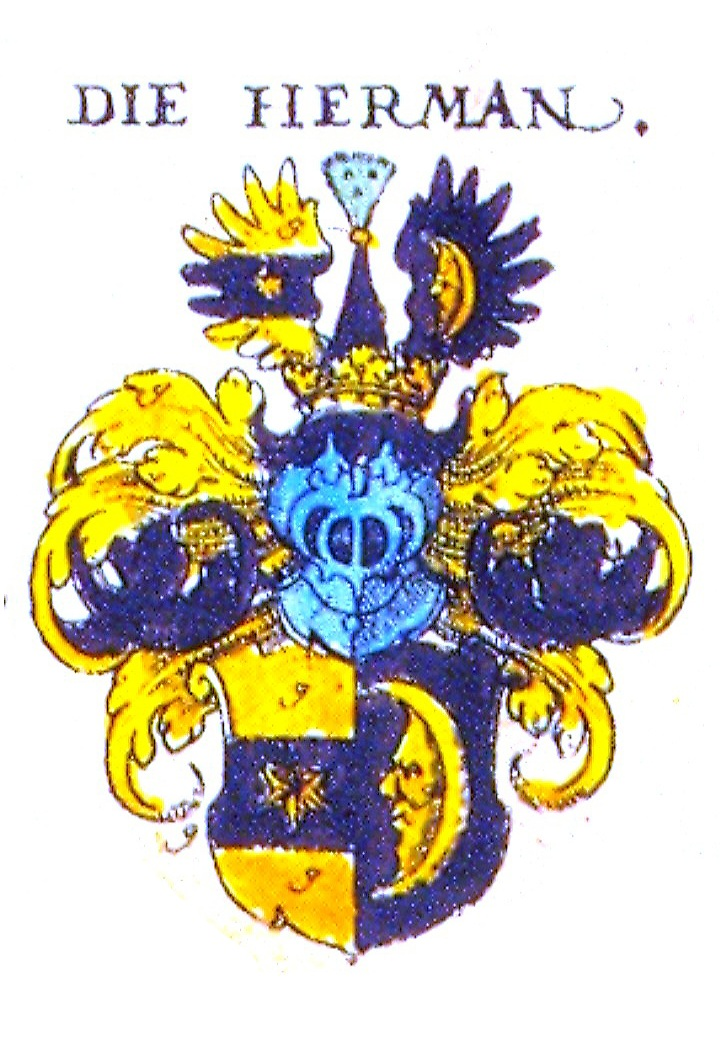
Zum Vergleich: Wappen der Herman (Hörmann von und zu Gutenberg) in Siebmachers Wappenbuch. Das vordere Feld findet sich in der Helmzier des Wappens von 1750 wieder